# Lineo Mochesane
Lineo Mochesane (* 29. Juli 1984) ist eine ehemalige lesothische Taekwondoin.

## Erfolge
Lineo Mochesane trat erstmals international bei den Afrikameisterschaften 2003 in Abuja auf, wo sie im Wettbewerb bis 47 kg die Goldmedaille gewann. Bei den Olympischen Sommerspielen 2004 in Athen kam sie im Fliegengewicht auf den zehnten Platz, nachdem sie von der Österreicherin Nevena Lukic besiegt worden war. Bei der Eröffnungszeremonie war sie Fahnenträgerin der lesothischen Mannschaft.
2006 gewann Mochesane Silber bei den Militär-Weltmeisterschaften in Seoul, Südkorea, und belegte bei den Afrikaspielen 2011 in der Kategorie bis 49 kg den dritten Platz.